# Campionati del mondo di atletica leggera 2022 - Maratona femminile
La specialità della maratona femminile dei campionati del mondo di atletica leggera 2022 si è svolta il 18 luglio all'Hayward Field di Eugene, negli Stati Uniti d'America.

## Podio
| Pos.    | Atleta                 | Nazionalità | Tempo   |
| ------- | ---------------------- | ----------- | ------- |
| Oro     | Gotytom Gebreslase     | Etiopia     | 2h18'11 |
| Argento | Judith Korir           | Kenya       | 2h18'20 |
| Bronzo  | Lonah Chemtai Salpeter | Israele     | 2h20'18 |

## Situazione pre-gara

### Record
Prima di questa competizione, il record del mondo (RM) e il record dei campionati (RC) erano i seguenti.
| Record                | Prestazione | Atleta                      | Data                                 | Competizione             |
| --------------------- | ----------- | --------------------------- | ------------------------------------ | ------------------------ |
| Record mondiale       | 2h14'04     | Brigid Kosgei Kenya         | 13 ottobre 2019 Chicago, Stati Uniti | Maratona di Chicago 2019 |
| Record dei campionati | 2h20'57     | Paula Radcliffe Regno Unito | 14 agosto 2005 Helsinki, Finlandia   | Mondiali 2005            |

### Campioni in carica
I campioni in carica a livello mondiale e olimpico erano:
| Campione | Atleta                  | Prestazione | Data                          | Competizione         |
| -------- | ----------------------- | ----------- | ----------------------------- | -------------------- |
| Olimpico | Peres Jepchirchir Kenya | 2h27'20     | 7 agosto 2021 Tokyo, Giappone | Giochi olimpici 2021 |
| Mondiale | Ruth Chepngetich Kenya  | 2h32'43     | 27 settembre 2019 Doha, Qatar | Mondiali 2019        |

### La stagione
Prima di questa gara, gli atleti con le migliori tre prestazioni dell'anno erano:
| Pos. | Atleta                     | Prestazione | Data                             |
| ---- | -------------------------- | ----------- | -------------------------------- |
| 1    | Brigid Kosgei Kenya        | 2h16'02     | 6 marzo 2022 Tokyo, Giappone     |
| 2    | Ruth Chepngetich Kenya     | 2h17'18     | 13 marzo 2022 Nagoya, Giappone   |
| 3    | Yalemzerf Yehualaw Etiopia | 2h17'23     | 24 aprile 2022 Amburgo, Germania |

## Risultati
| Pos.    | Atleta                 | Nazionalità        | Tempo   | Note                                     |
| ------- | ---------------------- | ------------------ | ------- | ---------------------------------------- |
| Oro     | Gotytom Gebreslase     | Etiopia            | 2h18'11 | Record dei campionati                    |
| Argento | Judith Korir           | Kenya              | 2h18'20 | Miglior prestazione personale            |
| Bronzo  | Lonah Chemtai Salpeter | Israele            | 2h20'18 |                                          |
| 4       | Nazret Weldu           | Eritrea            | 2h20'29 | Record nazionale                         |
| 5       | Sara Hall              | Stati Uniti        | 2h22'10 | Miglior prestazione personale stagionale |
| 6       | Angela Tanui           | Kenya              | 2h22'15 |                                          |
| 7       | Emma Bates             | Stati Uniti        | 2h23'18 | Miglior prestazione personale            |
| 8       | Keira D'Amato          | Stati Uniti        | 2h23'34 |                                          |
| 9       | Mizuki Matsuda         | Giappone           | 2h23'49 |                                          |
| 10      | Citlali Moscote        | Messico            | 2h26'33 |                                          |
| 11      | Zhang Deshun           | Cina               | 2h28'11 |                                          |
| 12      | Jess Piasecki          | Regno Unito        | 2h28'41 |                                          |
| 13      | Leslie Sexton          | Canada             | 2h28'52 | Miglior prestazione personale stagionale |
| 14      | Sarah Klein            | Australia          | 2h30'10 | Miglior prestazione personale            |
| 15      | Militsa Mircheva       | Bulgaria           | 2h30'20 |                                          |
| 16      | Alisa Vainio           | Finlandia          | 2h30'29 |                                          |
| 17      | Tereza Hrochová        | Rep. Ceca          | 2h30'39 | Miglior prestazione personale stagionale |
| 18      | Risper Gesabwa         | Messico            | 2h30'47 | Miglior prestazione personale stagionale |
| 19      | Mieke Gorissen         | Belgio             | 2h31'06 | Miglior prestazione personale stagionale |
| 20      | Beverly Ramos          | Porto Rico         | 2h31'10 | Record nazionale                         |
| 21      | Zhanna Mamazhanova     | Kazakistan         | 2h31'15 |                                          |
| 22      | Li Zhixuan             | Cina               | 2h31'20 | Miglior prestazione personale stagionale |
| 23      | Maor Tiyouri           | Israele            | 2h31'54 | Miglior prestazione personale            |
| 24      | Hanna Lindholm         | Svezia             | 2h32'08 | Miglior prestazione personale            |
| 25      | Carolina Wikström      | Svezia             | 2h32'24 |                                          |
| 26      | Kinsey Middleton       | Canada             | 2h32'56 |                                          |
| 27      | Élissa Legault         | Canada             | 2h37'35 |                                          |
| 28      | Adrijana Pop Arsova    | Macedonia del Nord | 2h41'20 |                                          |
| 29      | Kit Ching Yiu          | Hong Kong          | 2h43'13 | Miglior prestazione personale stagionale |
| 30      | Munkhzaya Bayartsogt   | Mongolia           | 2h46'09 |                                          |
| 31      | Tsao Chun-yu           | Taipei cinese      | 2h47'02 | Miglior prestazione personale stagionale |
| 32      | Aydee Huaman           | Perù               | 3h04'16 | Miglior prestazione personale stagionale |
|         | Ashete Bekere          | Etiopia            | dnf     |                                          |
|         | Andrea Bonilla         | Colombia           | dnf     |                                          |
|         | Rosa Chacha            | Colombia           | dnf     |                                          |
|         | Immaculate Chemutai    | Uganda             | dnf     |                                          |
|         | Ruth Chepngetich       | Kenya              | dnf     |                                          |
|         | Rose Harvey            | Regno Unito        | dnf     |                                          |
|         | Charlotte Purdue       | Regno Unito        | dnf     |                                          |
|         | Ababel Yeshaneh        | Etiopia            | dnf     |                                          |